# Leonor de Provenza
Leonor de Provenza (Aix-en-Provence, h. 1223-Amesbury, Wiltshire, 24 de junio de 1291), fue reina consorte al estar casada con Enrique III de Inglaterra. Esta fue la madre de Eduardo I de Inglaterra. Desde que fue santificada, la Iglesia católica conmemora su consagración el 21 de febrero.

## Biografía
Nació en la localidad francesa de Aix-en-Provence en el año 1223, siendo la segunda de las hijas de Ramón Berenguer V, conde de Provenza y Forcalquier —nieto del rey Alfonso II de Aragón y bisnieto del rey Alfonso VII de Castilla y del conde Ramón Berenguer IV de Barcelona—, y de Beatriz de Saboya.
Se casó en la catedral de Canterbury el 14 de enero de 1236, con el rey Enrique III de Inglaterra, y tuvieron nueve hijos:
- Eduardo (17 de junio de 1239-7 de julio de 1307), que sucedió a su padre como Eduardo I.
- Margarita de Inglaterra (29 de septiembre de 1240-29 de febrero de 1275), reina consorte de Alejandro III de Escocia.
- Beatriz de Inglaterra (25 de junio de 1242-24 de marzo de 1275), casada con Juan II, duque de Bretaña.
- Edmundo de Lancaster (16 de enero de 1245-5 de junio de 1296).
- Ricardo (1247-1256).
- Juan (1250-1256).
- Guillermo (1252-1256).
- Catalina (25 de noviembre de 1253-3 de mayo de 1257).
- Enrique (1256-1257).

Escudo de Leonor de Provenza.

Ejerció un desafortunado influjo sobre el rey, provocando la rebelión de los barones guiados por Simón V de Montfort, VI conde de Leicester, en la segunda guerra de los Barones (1264-1267).
Capturado su marido tras la batalla de Lewes (1264), la reina se refugia en Francia, al lado de su hermana, la reina Margarita, la cual convence a su esposo, el rey Luis IX, que apoye al príncipe Eduardo con un ejército para invadir Inglaterra.
Liberado el rey y repuesto en el trono (1265), Leonor vuelve a Inglaterra, pero esta vez es mantenida al margen de la política.
Muerto su esposo (15 de noviembre de 1272), intenta, sin éxito, recuperar su influencia en la corte. No obstante, su hijo Eduardo I le encarga la educación de varios de sus nietos mientras él y su esposa Leonor de Castilla parten a las Cruzadas.
Luego se retira a la abadía de Amesbury, en Wiltshire, donde murió el 24 de junio de 1291, a los 68 años de edad, lugar donde está enterrada.